# Ippolito Giani
Pour les articles homonymes, voir Giani (homonymie).
Ippolito Giani, dit Ito Giani, né le 8 septembre 1941 à Varèse et mort le 28 septembre 2018 dans la même ville, est un athlète italien.

## Carrière
Ippolito Giani est éliminé en séries du 100 mètres aux Jeux olympiques d'été de 1964 à Tokyo.
Aux Championnats d'Europe d'athlétisme 1966 à Budapest, il termine cinquième du 100 mètres ; il est aussi médaillé d'argent en relais aux Jeux européens en salle 1966.
Il remporte la médaille d'or du relais 4 × 100 mètres et deux médailles de bronze sur 100 et 200 mètres à l'Universiade d'été de 1967 à Tokyo.
Il est aussi médaillé d'or du 200 mètres et du relais 4 × 100 mètres aux Jeux méditerranéens de 1967 à Tunis.
Toujours en 1967, il est sacré champion d'Italie du 200 mètres.